# Ordre du Travail (Roumanie)
L’Ordre du Travail est une décoration roumaine établie en 1948 et décernée pendant le régime communiste à ceux qui obtenaient des réalisations considérées comme exceptionnelles dans divers domaines d'activité. L'ordre avait trois classes et était accompagné, à partir de 1949, de la moins importante Médaille du travail.
L'ordre et la médaille étaient destinés à symboliser la gratitude de l'État et à honorer les personnes méritantes.

## Histoire
L'Ordre a été créé par le décret du Conseil d'État roumain no. 16/1948, et la réglementation concernant ses caractéristiques a été mise à jour par le décret no. 415/1953. Ces lois ont été abrogées par la loi n° 7 du 8 janvier 1998.

### Description
L'Ordre du Travail comporte un insigne mesurant 46,7 x 43,5 mm et qui se compose de trois pièces qui se chevauchent. Au centre apparaissent le marteau et la faucille reposant sur deux épis de blé entre lesquels se trouve une petite étoile à cinq branches, émaillée de rouge. L'ensemble est entouré de feuilles de laurier. Le fond est un soleil et des faisceaux de rayons. Dans la partie inférieure, il y a une écharpe ondulée, émaillée rouge, avec les initiales RPR (République populaire roumaine), et, après 1965 RSR (République socialiste de Roumanie).
En première classe, les rayons du soleil sont dorés et les feuilles de laurier sont argentées. En 2ème classe, les rayons du soleil sont argentés et les feuilles de laurier sont dorées. En 3ème classe, les rayons du soleil et les feuilles de laurier sont de couleur bronze.
Certains exemplaires, destinés aux hauts dignitaires, étaient composés de métaux précieux : or et argent avec le titre 750, pesant environ 35 g.

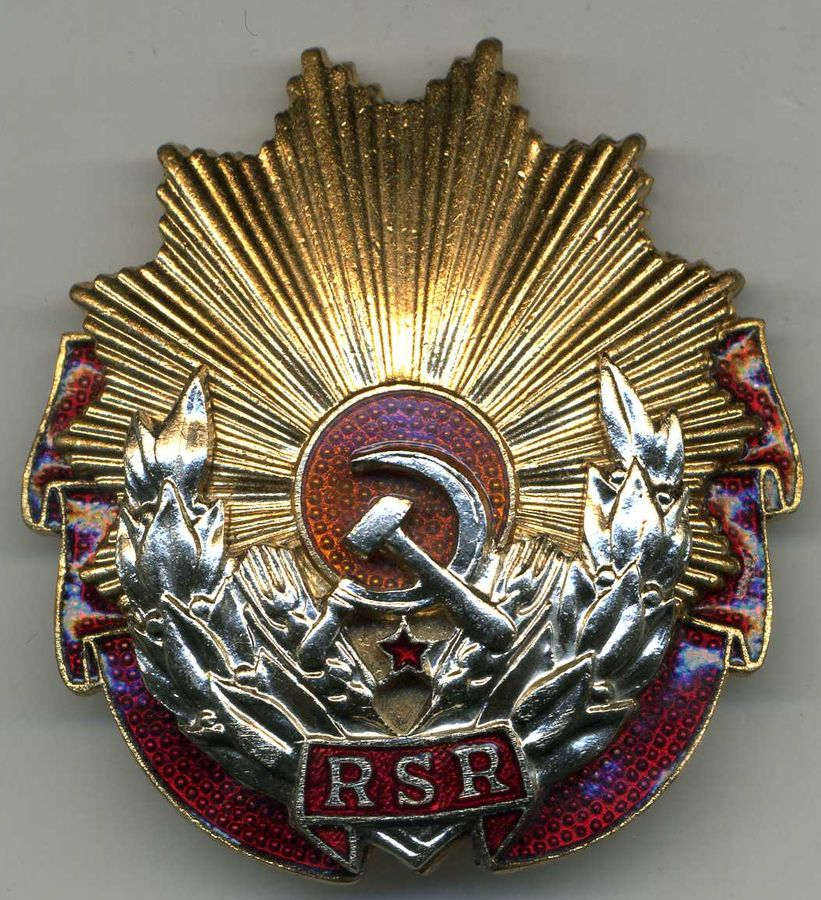
Insigne de 1ère classe (après 1965).
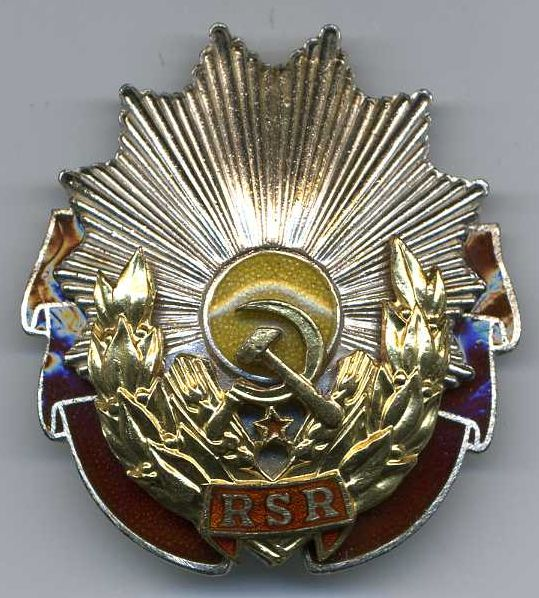
Insigne de 2ème classe (après 1965).
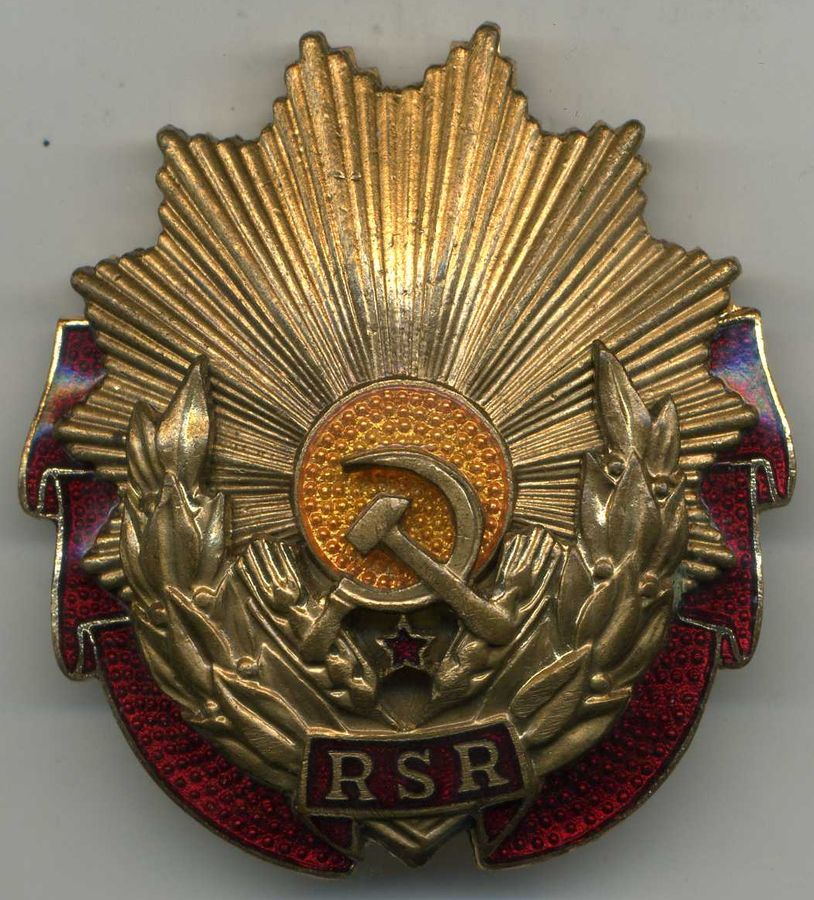
Insigne de 3ème classe (après 1965).
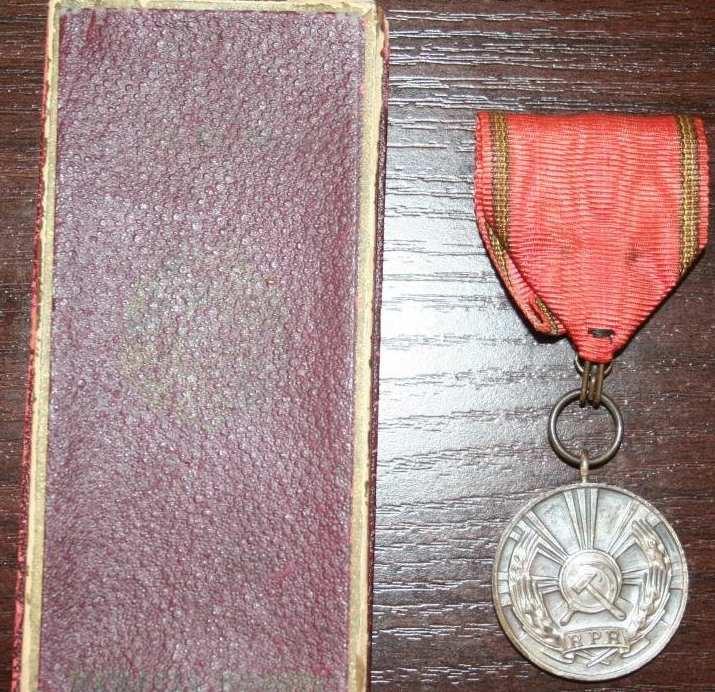
Médaille du travail.